# Атаманский лейб-гвардии полк

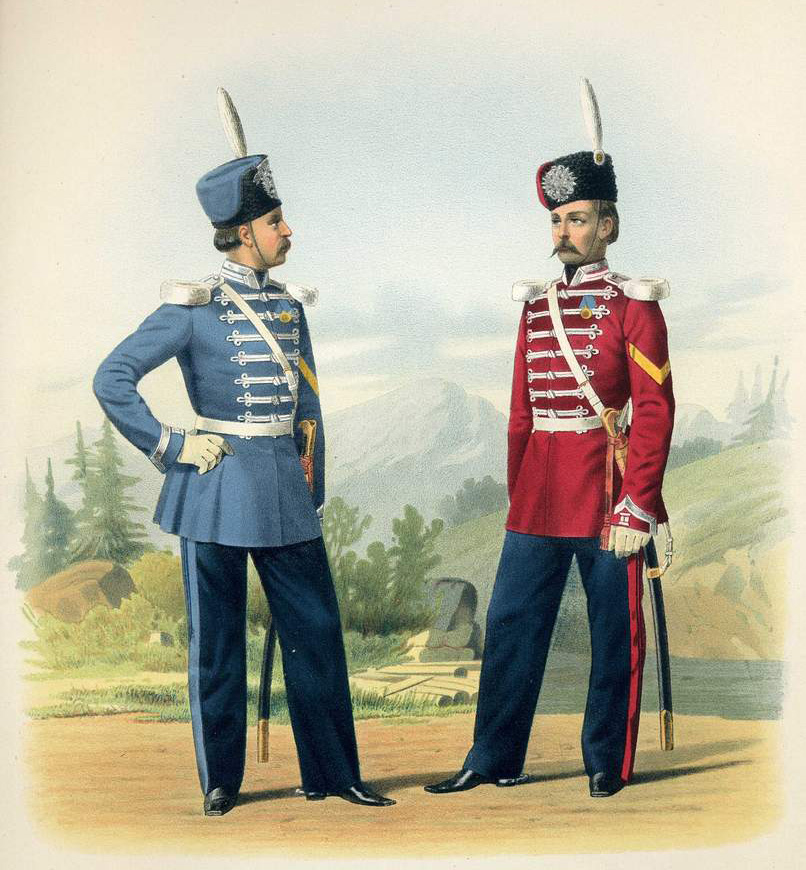
Пиратский К. К. Унтер-офицеры Л.-Гв. Атаманского Е. И. В. Наследника Цесаревича полка и Л.-Гв. Уральского Казачьего дивизиона. 1867 г.

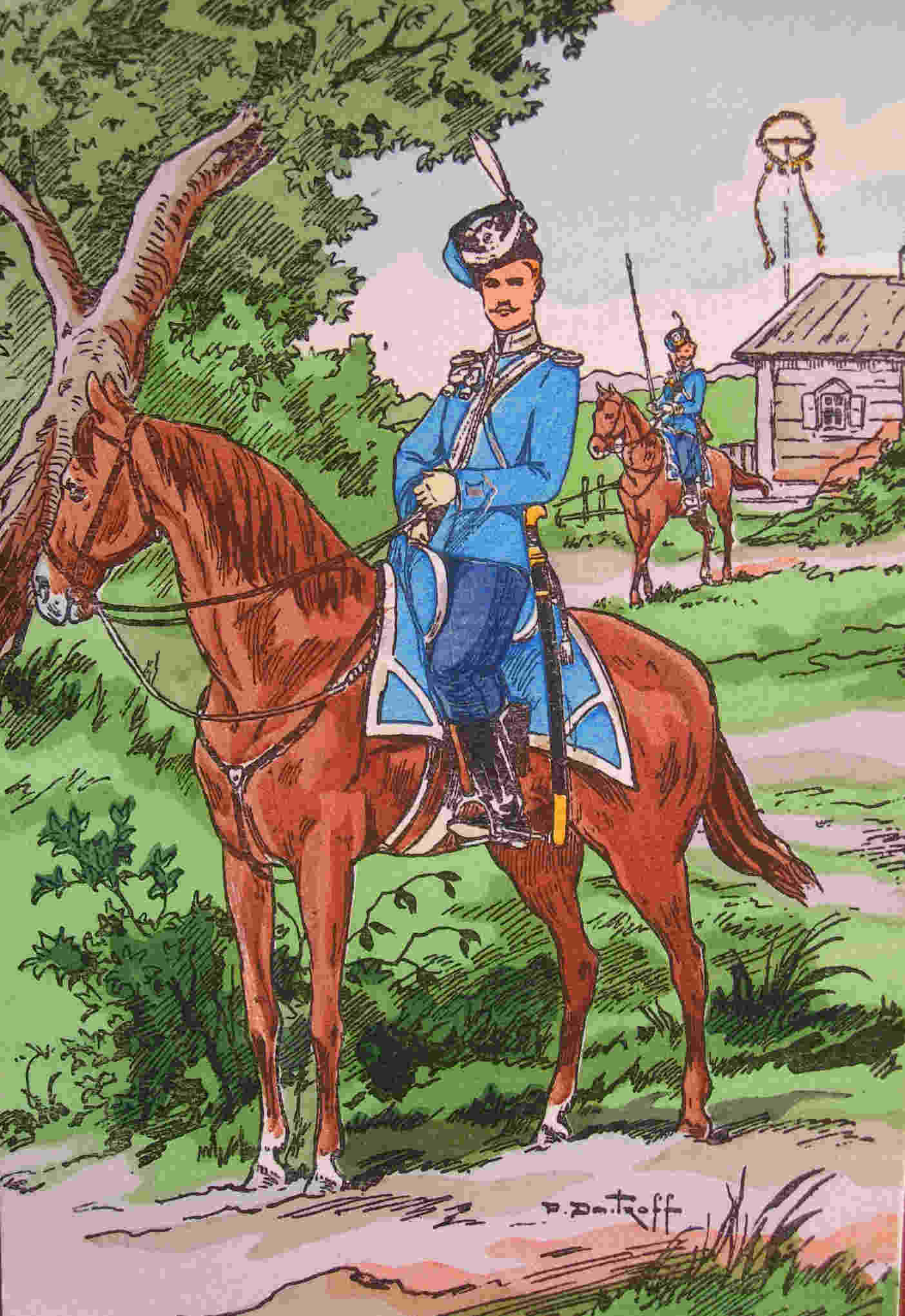
Лейб-гвардии Атаманский Его Императорского Высочества Наследника Цесаревича полк, 1914 год.

Лейб-Гвардии Атама́нский полк (в 1891—1917 — лейб-гвардии Атаманский Его Императорского Высочества Государя Наследника Цесаревича полк; просторечное название Атаманский полк; прозвище военнослужащих — атаманец) — донской казачий полк в составе русской гвардии.
Образован в составе Войска Донского 20 апреля 1775; в 1859 году стал гвардейским; последнее наименование получил в 1878 году. Считался образцовым среди казачьих полков.
Традиционно пополнялся «верховцами»: казаками с Хопра, с Верхнего Дона (в Лейб-Казачьем полку традиционно служили «низовцы»).
Полковой праздник — день Святого Александра Невского, 6 ноября. До 1905 года отмечался 30 августа.

## История
- 14.02.1775 г. — на основании Положения об управлении Донским казачьим войском атаман Донского войска Иловайский А. И. приказал сформировать казачий Атаманский полк.
- 20.04.1775 г. — сформирован под названием Войска Донского Атаманский полк
- 29.09.1802 г. — Высочайше повелено иметь в составе полка 1000 человек (удвоенный штат). Назван Войска Донского Атаманский Платова полк.
- 4.01.1818 г. — Войска Донского Атаманский Денисова полк.
- 01.1821 г. — Войска Донского Атаманский Иловайского полк.
- 2.10.1827 г. — казачий Атаманский Его Императорского Высочества Наследника полк.
- 4.01.1829 г. — полк причислен к составу Гвардейского корпуса[4]. По другим данным, 29.08.1831 г[5].
- 29.08.1831 г. — Казачий Атаманский Его Императорского Высочества Наследника Цесаревича полк.
- 11.12.1831 г. — сотни полка переименованы в эскадроны.
- 8.03.1832 г. — к полку причислена лейб-гвардии Уральская сотня.
- 18.02.1855 г. — Лейб-Атаманский Его Императорского Высочества Наследника Цесаревича полк.
- 8.09.1859 г. — Лейб-Гвардии Атаманский Его Императорского Высочества Наследника Цесаревича полк (с правами Молодой Гвардии).
- 1860 г. — пожалование полку георгиевского штандарта гвардейского образца, в ознаменование причисления полка к Молодой Гвардии.
- 1875 г. — празднование 100-летие полка, пожалование юбилейной Андреевской ленты к георгиевскому штандарту.
- 1878 г. — полку дарованы права Старой гвардии.
- 1891 г. — лейб-гвардии Атаманский Его Императорского Высочества Государя Наследника Цесаревича полк. Эскадроны переименованы в сотни, кавалерийские чины и звания заменены казачьими.
- март 1917 — лейб-гвардии Атаманский полк в составе 3-й гвардейской кавалерийской дивизии.
- апрель-май 1918 — воссоздание части по штатам полка в составе Донской армии;
- март 1920 — отступление под Новороссийском. «Трагедия под Кабардинкой» — полк лишается всего 1-го дивизиона (1-я, 2-я и 3-я сотни). Утрата лент к штандарту. Воссоздание полка в Крыму на основе второго дивизиона.
- декабрь 1920 — 2-й дивизион Лейб-гвардии Сводно-казачьего полка
- 1942 — Н. Н. Туроверов по распоряжению П. Н. Краснова готовит полковой музей к отправке в занятый немцами Новочеркасск.
- 06.06.1942 — 1-й Атаманский полк.
- Начало 1945 — 15.05.1945 — Атаманский конный казачий конвойный полк.

Полк участвовал в русско-турецких войнах 1787—1791, 1806—1812, 1828—1829, 1877—1878, русско-прусско-французской войне 1806—1807, Отечественной войне 1812 года, в подавлении польских восстаний в 1830—1831, 1863—1864, в Первой мировой войне.
Отечественную войну 1812 года атаманцы встретили в составе 2-й Западной армии у западной границы, прошли с боями до Москвы и Тарутино, а затем участвовали в преследовании французов обратно до границы. В этой войне полк участвовал в сражениях при Кареличах, при Мире, при Бородине, при Тарутино, у Колоцкого монастыря, при Вязьме, под Красным, при Вильно, при Ковно. Из бывших в начале войны в строю 1000 казаков к концу войны в строю осталось 150.
После октября 1917 года формально расформирован. Офицеры и часть нижних чинов формируют «Атаманский конный отряд», выполняющий конвойские функции при Атамане Каледине. Позже отряд участвует в Степном походе. Возрождён в апреле — мае 1918 года в Донской армии. Офицерами полка в мае 1918 года был укомплектован состав 2-го полка так называемой Молодой армии, который вскоре получил прежнее наименование и старый штандарт. Входил в состав Гвардейской бригады 1-й Донской конной дивизии. В это время базировался в Таганроге, куда было перевезено полковое собрание, музей, библиотека, ранее (в 1917 году) эвакуированная из Петрограда в Новочеркасск. В 1920 году последние «атаманцы» эвакуировались из Крыма на остров Лемнос.

Нас было мало, слишком мало.

От вражьих толп темнела даль;

Но твёрдым блеском засверкала

Из ножен вынутая сталь.
Последних пламенных порывов

Была исполнена душа,

В железном грохоте разрывов

Вскипали воды Сиваша.
И ждали все, внимая знаку,

И подан был знакомый знак…

Полк шёл в последнюю атаку,

Венчая путь своих атак.
— Николай Туроверов. ПЕРЕКОП. Родному (Атаманскому) полку

Подъесаул Н. Н. Туроверов в форме Атаманского полка, 1920 год, на рукаве нашивки за ранения.

Во время Второй мировой войны, часть полкового объединения активно участвует в сопротивлении немцам во Франции, но впоследствии подавляющее большинство членов Объединения участвует в коллаборационистском движении. Формируются такие подразделения, как Отдельный Атаманский конный полк, под командованием генерал-майора Л. В. Васильева, в составе Отдельного казачьего корпуса и 1-й Атаманский полк фон Вольфа. Офицерский кадр полкового объединения в годы войны терпит большие потери.
В 2010-е годы полковое объединение перенесено в станицу Каменскую.

## Форма 1914 года

### Шифровка на погонах
как гвардейскому полку, шифровки шефа на погонах иметь не полагалось. Полагались особые знаки отличия пулеметной команде полка.

### Мундир
Мундир (парадный), погоны, шлык, тулья — светло-голубые, мундир (повседневный), чекмень, околыш, выпушка тульи — тёмно-синие, эполеты, металлический прибор — серебряный.

### Полковое объединение в эмиграции
Полковое объединение в эмиграции — «Общество Атаманцев» (Париж) — имело Атаманский Дом и музей в Иври (секретарь и хранитель музея подъесаул Н. Н. Туроверов). На 1949—1951 годы насчитывало 31 человек (в том числе 21 в Париже, 5 в США), к 1958 году — 21 (13 в Париже). Среди них: Великий князь Борис Владимирович, генерал-лейтенант Ф. Ф. Абрамов, генерал от кавалерии П. Н. Краснов, генерал-майор Т. В. Михайлов, полковник К. М. Греков, полк. А. В. Михайлов (к 1962), генерал Черевков, генерал-майор М. Г. Хрипунов, генерал-майор Б. М. Матвеев, полковник В. М. Миронов, есаул Ю. А. Карпов (к 1962), полковник Г. А. Иванов, войсковой старшина А. А. Воинов, полковник Л. В. Васильев, подъесаул Н. Н. Туроверов, полковник А. В. Михайлов. В 1931—1938 годах общество издавало в Париже ежегодный журнал «Вестник Общества Атаманцев». В Аньер-сюр-Сен существовал Музей Лейб-Гвардии Атаманского полка, хранителем которого был Н. Н. Туроверов. Само здание сохранилось в неизменном виде. После смерти Туроверова, часть экспонатов музея и полковой штандарт были переданы на хранение в Лейб-казачий музей в Париже, остальная часть была продана на аукционе наследниками в последние несколько лет.

## Знаки отличия
1. Георгиевское знамя, пожалованное за отличие в войну с французами 1812—1814 гг., синего цвета с особым рисунком и надписью: «Буди Господи милость Твоя на нас яко же уповахом на Тя, не постыдимся во веки. С нами Бог, разумейте языцы и покоряйтеся, яко с нами Бог, Войска Донского Атаманскому полку, за отличную храбрость». Пожаловано 24.08.1813/ 17.06.1814.[13];
2. Бунчук, единственная георгиевская награда такого рода, так же пожалованный за отличие в войну с французами 1812—1814 гг. с надписью «Войска Донского Атаманскому полку за отличную храбрость». Пожалован 24.08.1813/ 17.06.1814.;
3. Георгиевский штандарт, образца 1860 года, с надписью — «за отличіе, оказанное въ войнѣ съ Французами въ 1812, 1813 и 1814 годахъ». Полотнище — жёлтое, квадраты — голубые, шитье — серебряное. Пожалован 8 Сентября 1860 г., по случаю наименования полка Лейб-Гвардиею. В 1871 на штандарт под орлом прибавлена была новая надпись «1775-1859-1875». Навершие в виде серебряного георгиевского орла 1857 г.
4. Андреевская Юбилейная лента к георгиевскому штандарту, с надписями с одной стороны: «1775 г. Войска Донского Атаманский полк», на второй и на третьей сторонах: «1860 г. за отличие, оказанное в войне с французами в 1812, 1813 и 1814 годах», и на четвёртой стороне: «1859 г. Лейб-Гвардии Атаманский Его Императорского Высочества Наследника Цесаревича полк», и на банте: «1875 года».
5. Знаки на шапках с надписью: «За Варшаву, 25 и 26 авг. 1831»;
6. Полковой нагрудный юбилейный знак. Представляет собой серебряный киверный герб полка времен Императора Николая I, а на нём золотой польский крест Virtuti Militari, напоминающий отличие, оказанное полком в сражении под Варшавой. На середину креста наложен золотой вензель Императора Николая II, обрамленный белым эмалевым кружком с зелёным венком. Под крестом на щитке золотая буква «А», по бокам её рельефные юбилейные даты: «1775-1875». Знак полку пожалован в 1910 году.
7. Знак в память 150-летия со дня основания Лейб-гвардии Атаманского полка. Франция, Париж, 1925 г. Фирма «Arthus Bertrand».

Первые атаманцы носили высокую баранью шапку из серой смушки с голубым суконным верхом, голубой суконный кафтан с прорехой под пазухою, подпоясанный малиновым кушаком, и широкие шаровары голубого цвета. Сапоги у казаков были черные, у офицеров цветные. Кафтаны были оторочены жёлтой тесьмой. Холодным оружием была сабля и пика с красным древком; огнестрельным — ружье и один или два пистолета. Седло было той же формы, как и теперь. Вьюк укладывался в переметные сумы, которые торочились у задней луки.
«18 августа 1801 года приказано было атаманцам вместо прежних длинных кафтанов носить чекмени из темно-синего сукна с голубыми выпушками по воротнику и обшлагам, шаровары с голубым лампасом, сапоги короткие, у офицеров и урядников со шпорами, у казаков без шпор. Шапки черные высокие, барашковые, с султаном из белых, а на корне черных и оранжевых перьев, с кистями из белого шелка. Чекмени подпоясывались белыми кушаками. Патронташи и портупеи были чёрной кожи. „…“ Матвей Иванович Платов, сухощавый, уже не молодой человек, ехал согнувшись, на небольшой лошади, размахивая нагайкой. За ним стройно по три шел его геройский полк. Все казаки Атаманского полка носили тогда бороды и у всех бороды были почти до пояса. Одеты казаки были в голубые куртки и шаровары, на голове имели бараньи шапки, подпоясаны были широкими патронташами из красного сафьяна, за которыми было по два пистолета. У каждого казака за плечами висела длинная винтовка, а через плечо, на ремне — нагайка с свинцовою пулею на конце, сабля на боку и дротик в руке наперевес. Люди были подобранные, высокого роста, плотные, красивые, почти все черноволосые, весело и страшно было смотреть на них».
В царствование Александра I, у офицеров Атаманского казачьего полка на воротнике и обшлагах в один ряд шло серебряное шитье Войска Донского. Вместо эполет они носили погоны из переплетённых серебряных шнуров. Рядовые казаки были одеты в тёмно-синие полукафтаны и шаровары. Лампасы на шароварах, лопасть на шапке, выпушка на воротнике и обшлагах, а также на погонах и чепраках светло-синие. Приборный металл белый. Вооружены они были саблями (позже шашками), карабинами, пистолетами и пиками с красными древками.

Много лет полку родному,

Много лет его сынам,

Командиру удалому,

Атаманцам казакам!
Не страшит нас участь злая,

Рады пасть за Русь в бою;

И звучала песнь родная

Дома и в чужом краю.
И в землянках Челенгира,

И над Охридской волной,

И в долинах Лютомира,

И над Лемноса скалой.
Лилась она средь дубравы

И ущелий мрачных гор,

Там, где вечный ропот Млавы,

Где звенел всегда топор.
В ней прадеды завещали

Верными сынами быть, —

В дни веселья, в дни печали

Больше жизни Русь любить.
И верны мы тем заветам,

Сохраним мы полк родной!

Поведет нас вновь к победам

Цвет прекрасный голубой.
— Полковая песня Атаманского полка

## Внешний вид
Лейб-гвардии Атаманский полк комплектовался в основном бородатыми блондинами. В царствование Императора Николая II эта традиция начала сходить на нет. В Великую войну в полку служили в том числе донские калмыки.
Лошади у казаков и офицеров были рыжими, а у трубачей — серыми.

## Штаты
В Лейб-гвардии Казачьем и Атаманском полках в мирное время было по 611 человек, а в военное по 973. Состав эскадронов в полках гвардейской и армейской кавалерии определялся в 6 эскадронов, а в гвардейских казачьих полках по 4 сотни в полку. Примечательно, что во время того, как один из сотенных командиров уходил в отпуск, имело практику сведение двух сотен в одну, с назначением командиром сотни остающегося на службе сотенного командира с целью дать ему практику командования сотней полного штата. По штатам на период Великой войны, в мирное время полк составляли 4 сотни (в военное — 6, две из которых доформировывались на Дону), штаб полка, пулеметная и трубаческая команды. В ПМВ полк участвовал в пятисотенном составе, 6-я сотня несла службу при штабе Гвардейской пехотной дивизии.

## Шефы полка
- 02.10.1827 — 19.02.1855 — Наследник Цесаревич и Великий Князь Александр Николаевич;
- 19.02.1855 — 12.04.1865 — Наследник Цесаревич и Великий Князь Николай Александрович;
- 29.05.1865 — 02.03.1881 — Наследник Цесаревич и Великий Князь Александр Александрович;
- 02.03.1881 — 02.11.1894 — Наследник Цесаревич и Великий Князь Николай Александрович;
- 02.11.1894 — 30.07.1904 — шеф отсутствует[16];
- 30.07.1904 — 04.03.1917 — Наследник Цесаревич и Великий Князь Алексей Николаевич.

## Командиры полка

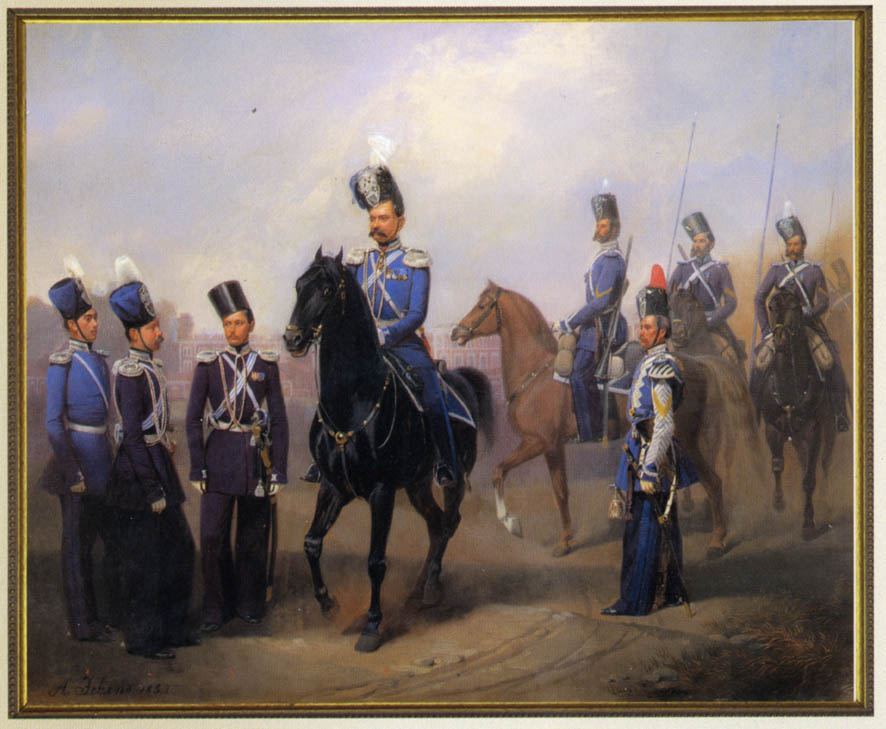
Группа чинов лейб-Атаманского полка.
1857 год. Картина работы А. И. Гебенса
В центре на вороном коне — полковник Д. И. Жиров

- 05.05.1775 — после 1783 — премьер-майор (с 24.11.1787) Дячкин, Иван Андреевич (младший)
- 1798 — 5.03.1802 — подполковник Иловайский, Степан Дмитриевич
- 1806 — декабрь 1812 — полковник Балабин, Степан Фёдорович
- март — 6.06.1813 — подполковник граф Платов, Иван Матвеевич
- 13.08.1813 — июль 1819 — генерал-майор Греков, Тимофей Дмитриевич
- 24.10.1819 — 17.12.1821 — полковник Кирсанов, Хрисанф Павлович
- 06.02.1828 — 01.08.1829 — полковник Катасанов, Захар Спиридонович
- 31.12.1828 — 04.02.1842 — генерал-майор Кузнецов, Михаил Михайлович
- 04.02.1842 — 09.09.1848 — генерал-майор Янов, Александр Петрович
- 09.09.1848 — 17.11.1848 — полковник Андриянов, Виссарион Иванович
- 17.11.1848 — 14.04.1856 — полковник (с 30.03.1852 генерал-майор) Карпов, Афанасий Акимович
- 14.04.1856 — 01.01.1866 — полковник (с 30.08.1858 генерал-майор, с 08.09.1859 в Свите Е. И. В.) Жиров, Дмитрий Иванович
- 01.01.1866 — 02.12.1869 — полковник (с 28.10.1866 флигель-адъютант, с 30.08.1868 генерал-майор Свиты) Родионов, Виктор Алексеевич
- 10.02.1870 — 31.08.1875 — полковник (с 14.08.1872 генерал-майор) Янов, Николай Петрович
- 31.08.1875 — 29.04.1883 — флигель-адъютант полковник (с 26.02.1878 генерал-майор Свиты) Мартынов, Андрей Дмитриевич
- 15.05.1883 — 13.10.1886 — генерал-майор Короченцов, Алексей Петрович
- 03.12.1886 — 09.12.1893 — генерал-майор Греков, Митрофан Ильич
- 17.12.1893 — 17.02.1896 — генерал-майор Поздеев, Ипполит Аполлонович
- 21.02.1896 — 11.04.1902 — полковник (с 06.12.1897 генерал-майор) Ширма, Константин Антонович
- 13.04.1902 — 04.04.1905 — генерал-майор барон фон Неттельгорст, Пётр Робертович
- 04.04.1905 — 03.04.1907 — генерал-майор (с 14.01.1906 в Свите) Вершинин, Алексей Львович
- 20.04.1907 — 20.03.1914 —  полковник (с 13.04.1908 генерал-майор, с 23.11.1912 в Свите) Евреинов, Сергей Владимирович
- 20.03.1914 — 17.09.1915 — флигель-адъютант полковник (с 23.11.1914 генерал-майор Свиты) великий князь Борис Владимирович
- 23.09.1915 — 28.11.1915 — генерал-майор (с 23.11.1915 в Свите) Сазонов, Дмитрий Петрович
- 28.11.1915 — 17.11.1917 (фактически до 04.11.1917) — полковник Михайлов, Тимофей Васильевич
- 04.06.1917 — 17.06.1917 исполняющий обязанности командира, полковник Якушов, Дмитрий Иванович
- 17.06.1917 — 23.08.1917 исполняющий обязанности командира, полковник Чирков, Леонид Иванович
- 23.08.1917 — 28.09.1917 исполняющий обязанности командира, полковник Якушов, Дмитрий Иванович
- 28.09.1917 — 1919 — командир полка, впоследствии начальник Атаманского конного отряда, полковник Каргальсков, Георгий Дмитриевич
- 1919 — Матвеев, Борис Львович
- 23.11.1919 — 1920 — генерал-майор Хрипунов, Михаил Георгиевич
- октябрь 1920 — войсковой старшина Васильев, Леонид Васильевич
- декабрь 1920—1921 — командир Лейб-гвардии Сводно-казачьего полка (из Лейб-гвардии Атаманского и Лейб-гвардии Казачьего дивизионов) генерал-майор Хрипунов, Михаил Георгиевич
- 06.06.1942 — весна 1943 — подполковник фон Вольф
- начало 1945 — 15.05.1945 — генерал-майор Васильев, Леонид Васильевич